# Ciclism la Jocurile Olimpice de vară din 1896
Probele sportive de ciclism la Jocurile Olimpice de vară din 1896 s-au desfășurat în perioada 8–13 aprilie 1896 pe velodromul Neo Phaliron. Probele au fost organizate de Subcomitetul pentru Ciclism, concurând 19 cicliști din cinci țări.

## Medaliați
Aceste medalii au fost atribuite retroactiv de către Comitetul Olimpic Internațional; la vremea respectivă, câștigătorii primeau o medalie de argint, iar locurile următoare nu primeau niciun premiu. Fiecare națiune a câștigat cel puțin o medalie de argint, iar trei au obținut aur.
| Probă                       | Aur                                     | Argint                                   | Bronz                                 |
| Cursa pe șosea detalii      | Aristidis Konstantinidis · Grecia (GRE) | August von Gödrich · Germania (GER)      | Edward Battell · Marea Britanie (GBR) |
| Contratimp pe pistă detalii | Paul Masson · Franța (FRA)              | Stamatios Nikolopoulos · Grecia (GRE)    | Adolf Schmal · Austria (AUT)          |
| Sprint detalii              | Paul Masson · Franța (FRA)              | Stamatios Nikolopoulos · Grecia (GRE)    | Léon Flameng · Franța (FRA)           |
| 10 kilometri detalii        | Paul Masson · Franța (FRA)              | Léon Flameng · Franța (FRA)              | Adolf Schmal · Austria (AUT)          |
| 100 de kilometri detalii    | Léon Flameng · Franța (FRA)             | Georgios Kolettis · Grecia (GRE)         | nu s-a acordat                        |
| Cursa de 12 ore detalii     | Adolf Schmal · Austria (AUT)            | Frederick Keeping · Marea Britanie (GBR) | nu s-a acordat                        |

## Clasament pe medalii
| Loc   | Țară           | Aur | Argint | Bronz | Total |
| ----- | -------------- | --- | ------ | ----- | ----- |
| 1     | Franța         | 4   | 1      | 1     | 6     |
| 2     | Grecia         | 1   | 3      | 0     | 4     |
| 3     | Austria        | 1   | 0      | 2     | 3     |
| 4     | Marea Britanie | 0   | 1      | 1     | 2     |
| 5     | Germania       | 0   | 1      | 0     | 1     |
| Total | Total          | 6   | 6      | 4     | 16    |